# Montjardin
Montjardin är en kommun i departementet Aude i regionen Occitanien  i södra Frankrike. Kommunen ligger  i kantonen Chalabre som ligger i arrondissementet Limoux. År 2022 hade Montjardin 80 invånare.

## Befolkningsutveckling
Antalet invånare i kommunen Montjardin
Referens: INSEE